# Burg Mylau
Die Burg Mylau (früher auch Kaiserschloß Mylau) ist eine Wehranlage auf einem Felssporn in Mylau, einem Stadtteil von Reichenbach im Vogtland, im sächsischen Vogtland. Sie ist eine der am besten erhaltenen mittelalterliche Burgen in Sachsen und steht seit 1980 unter Denkmalschutz.

## Lage
Inmitten von Mylau auf einem nach NW gerichteten Bergsporn zwischen der Göltzsch und einem Nebenbach.

## Geschichte und Anlage

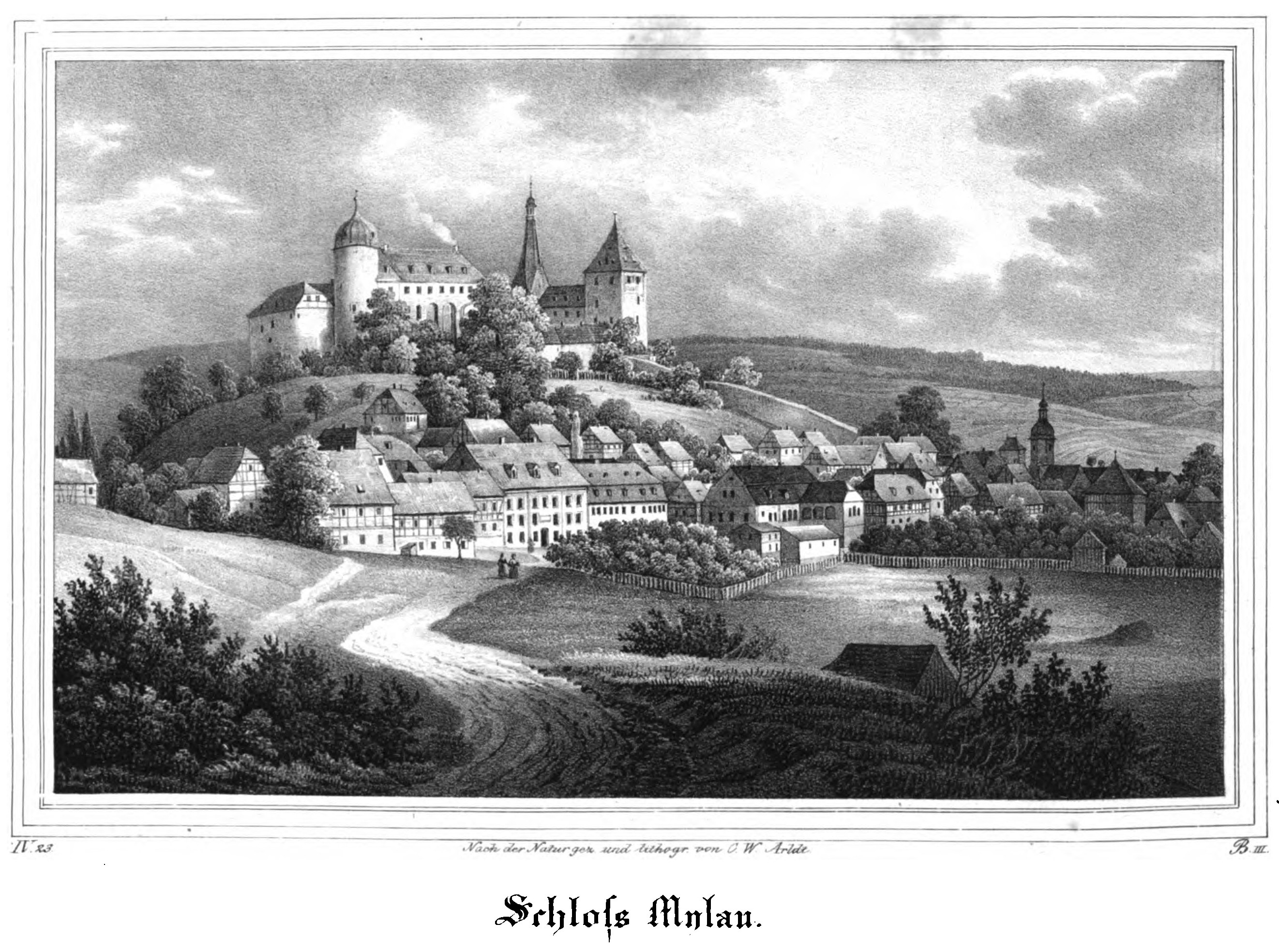
Mylau mit der Burg Mylau, 1839

Die Spornburg wurde wahrscheinlich um 1180 im Zuge der deutschen Ostkolonisation unter Kaiser Barbarossa als Herrschaftssitz errichtet. Sie sicherte die vorwiegend von fränkischen Siedlern getragene Erschließung des von Slawen dünn besiedelten Umlandes. Im Schutz der Burg entstand u. a. der Markt Reichenbach. Der 27 Meter hohe Bergfried stammt noch aus romanischer Zeit. Angelegt wurde die Burg als einhöfige Höhenburg auf einem etwa 80 Meter langen und 35 Meter breiten Felsrücken, der die Mündung des Seifenbaches in die Göltzsch überragte. Umgeben war die Anlage mit ihren ursprünglich vier Verteidigungstürmen von einem 10 Meter tiefen Trockengraben.

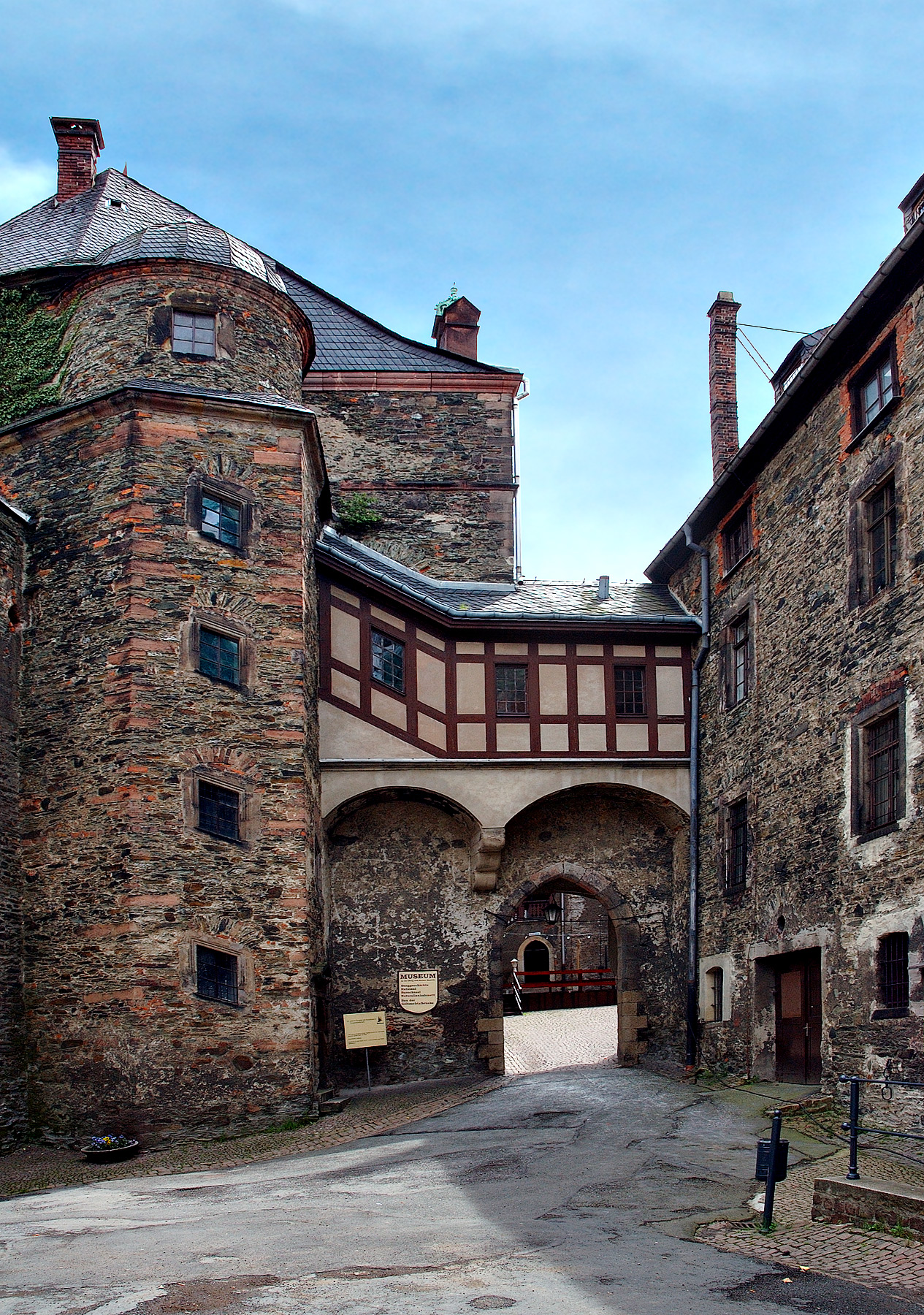
Innenhof

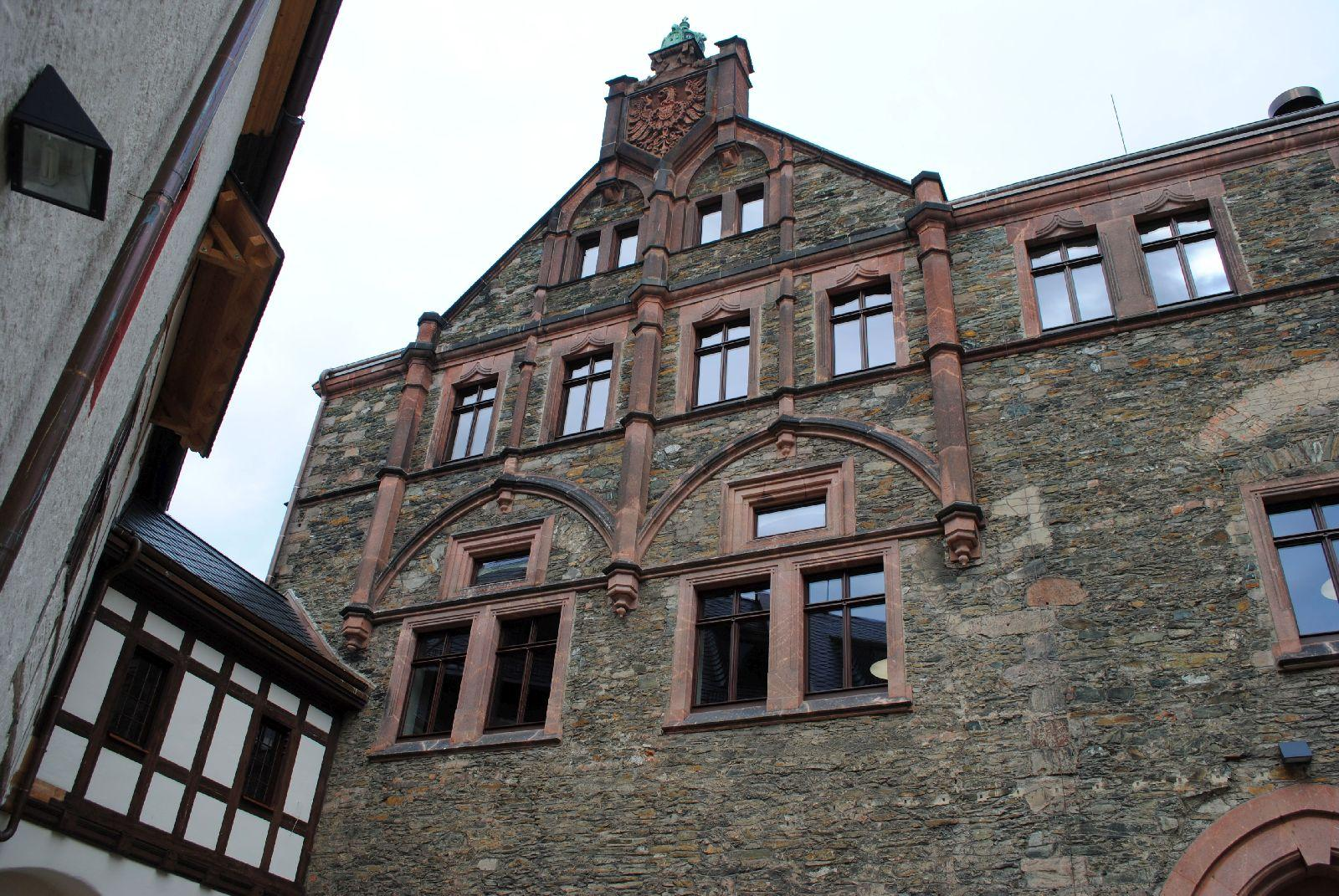
Rathaus (von 1894–96)

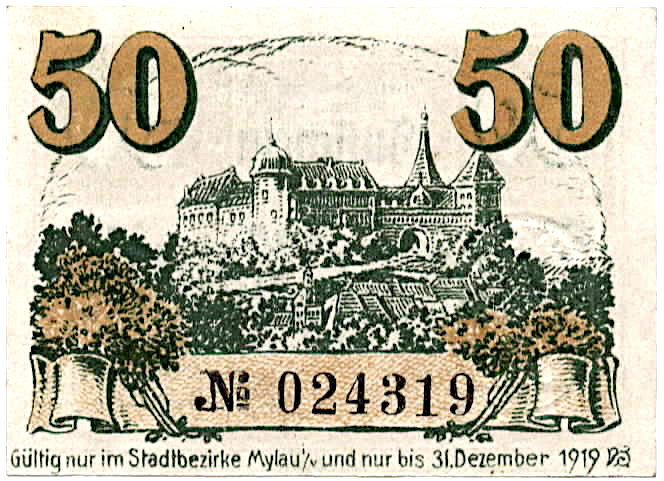
Die Burg Mylau auf einem Notgeldschein aus Mylau.

Die auf der Burg sitzenden Herren von Milin wurden erstmals 1214 genannt („Heinricus et Eberhardus de Milin“). Im Ergebnis des Vogtländischen Krieges erzwang Kaiser Karl IV. 1367 den Verkauf der Burg an die böhmische Krone. Im gleichen Jahr besuchte er die Burg und verlieh der darunter liegenden Stadt Mylau das Stadtrecht. Karl IV. (Porphyrrelief über dem Haupttor der Burg) richtete auf der Burg ein königlich-böhmisches Amt ein und begann mit der baulichen Erweiterung der Anlage, die von seinen Söhnen Wenzel IV. und Sigismund fortgeführt wurde. Teile der Burg wurden 1400 bei einer Fehde zwischen Wenzel IV. und den vogtländischen Vögten zerstört. Beim Wiederaufbau entstanden zwei mächtige Vorburgen.
1422 verpfändete Sigismund Burg Mylau als Dank für die in den Hussitenkriegen geleisteten Dienste an die Kurfürsten von Sachsen. Mit Ausnahme der Jahre 1547–69 (burggräfliches Vogtland) blieb sie bei Sachsen.
Ab Mitte des 15. Jahrhunderts wurden aufeinander folgend die Adelsgeschlechter von Metzsch, von Schönberg, von Bose und von der Planitz mit der Burg belehnt. Zu den wechselnden Burgherren zählte auch der Theologe Joseph Levin von Metzsch (1507–1571), ein Freund Martin Luthers, der zu den Wegbereitern der Reformation in Sachsen zählt. Unter den Schönberg, die die Burg Ende des 16. Jahrhunderts besaßen, vollzog sich der Wandel von der Wehr- zur Wohnburg. Die Burg wurde erneut umgebaut, 1772 als Adelssitz aufgegeben und gelangte in bürgerlichen Besitz.
Von 1808 bis 1828 betrieb dort der Spinnereibesitzer Christian Gotthelf Brückner die erste Fabrik des nördlichen Vogtlandes. Nach jahrelangem Leerstand fand die Kattun- und Wolldruckerei Baust von 1868 bis 1894 ihr Domizil in der Burg, wozu diese mehrmals umgebaut wurde. Seit 1892 befindet sich die Anlage in städtischem Besitz. Der im selben Jahr gegründete Schlossbauverein ließ die Burg Ende des 19. Jahrhunderts im Stil des Historismus als Rathaus, Schlossschenke und Museum um- und ausbauen. Im oberen Hof entstand von 1894–96 das Rathaus als Bruchsteinbau mit Architekturgliederungen aus Rochlitzer Porphyr. Auf dem Giebel prangt die deutsche Kaiserkrone des 1871 gegründeten Deutschen Kaiserreichs. Der Ratssaal ist mit einer holzvertäfelten Decke und ornamentalen Wandbemalungen im Stil der Neorenaissance gestaltet, im Giebelfeld steht die Marmorbüste des Königs Albert. Die bemalten Glasfenster wurden 1890 von der bekannten Kölner Glasmalereiwerkstätte Schneiders & Schmolz ausgeführt.
Vor 1983 im Schlossareal gemachte Funde reichen vom 13. Jh. bis zur Neuzeit.
Das Schlossareal wurde als Burgstall am 7. Juli 1956 als Bodendenkmal eingetragen.

## Heutige Nutzung
Nach zum Teil sehr unterschiedlichen Nutzungsvarianten in den vergangenen zwei Jahrhunderten wird die Burg Mylau heute im Wesentlichen als Museumsstandort wahrgenommen. Bereits 1893 konnte der Mylauer Naturkundeverein den ehemaligen Kaisersaal zur Ausstellung seiner überwiegend naturkundlichen Sammlungen nutzen. Als Folge der daraufhin verstärkt einsetzenden Sammlungstätigkeit entstand ein Heimatmuseum mit vielfältigem Sammlungsspektrum. Nach der Vereinsauflösung 1945 wurde das Museum 1948 der Stadt Mylau unterstellt. Auf Grund politischer Entscheidungen und einer Neuausrichtung des Museums in der damaligen Nachbarstadt Reichenbach (heute Neuberinmuseum Reichenbach) entstand ab 1956 auf der Burg das Museum des Kreises Reichenbach als kulturhistorisches Regionalmuseum. Hier wurden die Mylauer Sammlungsbestände mit einem Großteil der Sammlungen des Reichenbacher Museums zusammengeführt. In den folgenden Jahrzehnten konnte so der regionalhistorische Schwerpunkt des Museums weiter ausgebaut werden. 1990 erfolgte die Zuordnung des Museums zur Stadt Mylau. Seit dieser Zeit konnten verschiedene Räume der Burg zu musealen Ausstellungsräumen ausgebaut und der Öffentlichkeit zugänglich gemacht werden.
Im Jahr 2010 hat die Stadt Mylau die Betreibung der Burg und damit auch des Museums an den Evangelischen Schulverein Vogtland e. V. übergeben. Seit diesem Zeitpunkt wurde das Museum einer tiefgreifenden Analyse unterzogen, auf deren Ergebnissen aufbauend eine neue Museumskonzeption entstand. Auf dieser Grundlage ist 2014/15 eine neue Dauerausstellung in den Räumen des oberen Burghofes entstanden. Seit dem 1. August 2014 ist die Restauratorin Sina Klausnitz Leiterin des Museums (in der Nachfolge von Sylvie Triemer).
Um die Burganlage führt ein Wanderweg, von dem aus auch Blicke auf den umgebenden Ort Mylau möglich sind.